# Eclissi solare del 22 maggio 1724
L'eclissi solare totale del 22 maggio 1724, parte del ciclo di Saros 133, iniziò a sudest delle isole Hawaii, passando poi per gli attuali Stati Uniti occidentali (all'epoca non ancora colonizzati) e il Canada. 
L'oscurità totale attraversò poi l'Irlanda e la Gran Bretagna verso il tramonto, da nord-ovest a sud-est, da Galway al sud del Galles e al Devon ad ovest, ad est verso l'Hampshire e il Sussex, ma passando a sud di Londra. Dopo essere passata su Parigi e la Svizzera, l'eclissi si concluse nei pressi di Santa Maria di Sala (provincia di Venezia).

## Osservazioni
Grazie ai progressi della scienza fu possibile comprendere che la corona era parte della struttura solare, e non un fenomeno atmosferico terrestre o un evento soprannaturale o divino.
Re Luigi XV di Francia osservò l'eclissi presso il Grand Trianon della reggia di Versailles insieme agli astronomi Giacomo Filippo Maraldi e Jacques Cassini.
Durante la fase dell'oscurità totale, Jacques Cassini a Versailles e Joseph-Nicolas Delisle (che si trovava all'osservatorio di Parigi) osservarono un abbassamento della temperatura di circa 2 °C, mentre Louis de l'Isle de la Croyère registrò all'osservatorio di Lussemburgo una diminuzione di 3,1 °C.